# 泉塘镇 (无为市)
泉塘镇，是中华人民共和国安徽省芜湖市无为市下辖的一个乡镇级行政单位。

## 行政区划
泉塘镇下辖以下地区：
泉塘社区、建国社区、天成村、长胜村、得胜村、王垴村、中垄村、青龙村、海桥村、郭巨山村、宝山村、钱井村、金牛村、三益村和临河村。